# Густав Яни
Густав Яни (на унгарски: Jány Gusztáv) е унгарски офицер, участник във Втората световна война. 

## Биография
Роден е на 21 октомври 1883 в Райка, Кралство Унгария. По време на Втората световна война командва Втора унгарска армия при битката при Сталинград.
След края на войната, той е признат за виновен във военни престъпления и екзекутиран чрез разстрел на 16 ноември 1947 в Будапеща, Унгария. Той е посмъртно реабилитиран в 1993 година.

## Отличия
- 1939 г. – Железен кръст – 1-ва и 2-ра степен
- 31 март 1943 г. – Рицарски кръст